# Захисна арматура
Захисна́ армату́ра — трубопровідна арматура, що слугує для автоматичного захисту системи від недопустимих змінювань параметрів чи напрямку потоку робочого середовища та припинення потоку.
В результаті експлуатації трубопровідного оснащення можуть виникати різноманітні проблеми, зумовлені несправностями обладнання, неправильним веденням технологічного процесу чи впливом зовнішніх факторів. Вони можуть стати причиною гідроударів при раптовій зміні напряму потоку середовища, що може привести до поламки насосів та інших пристроїв. Також при пошкодженні або руйнуванні трубопроводів або обладнання систем, якщо захисною арматурою не ліквідувати чи обмежити витоки, можна завдати серйозної шкоди виробничим приміщенням, персоналу та довкіллю, особливо в разі застосування в системі вибухо- та пожежонебезпечного, токсичного або радіоактивного робочого середовища.
За своїм призначенням захисна арматура є дуже близькою до запобіжної: обидва види мають запобігати відхиленню від нормального перебігу технологічного процесу й обмежувати наслідки таких відхилень, не даючи виникнути серйозним аваріям. Головна їх відмінність полягає у принципі дії. Якщо запобіжна арматура відкривається, забезпечуючи масовідведення, і, за рахунок цього скидання навантаження системи, то захисна — закривається, відмикаючи ділянку захисту чи обладнання від усієї системи.

## Основні види

### Зворотний клапан

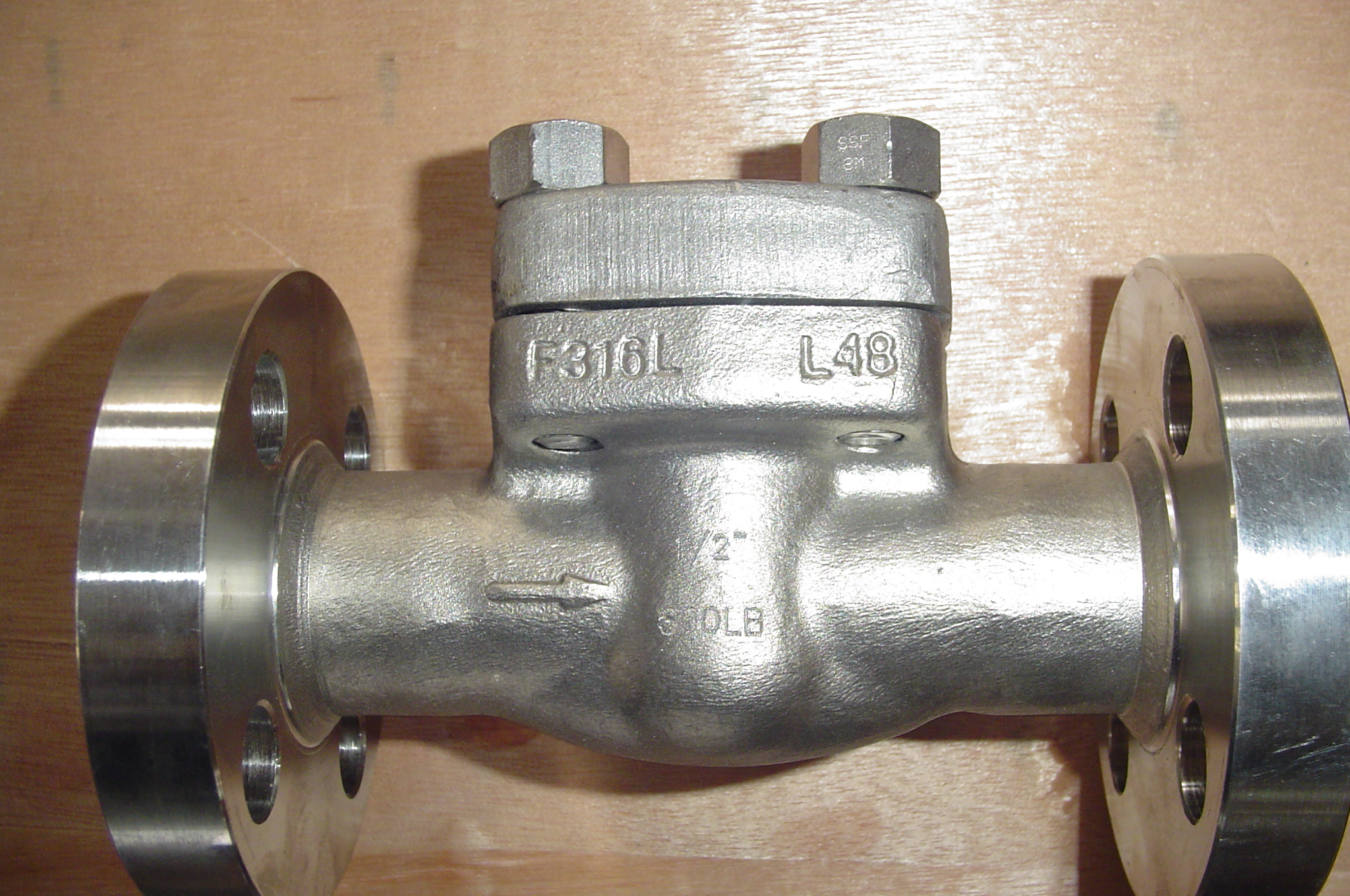
Загальний вид типового сталевого зворотного клапана

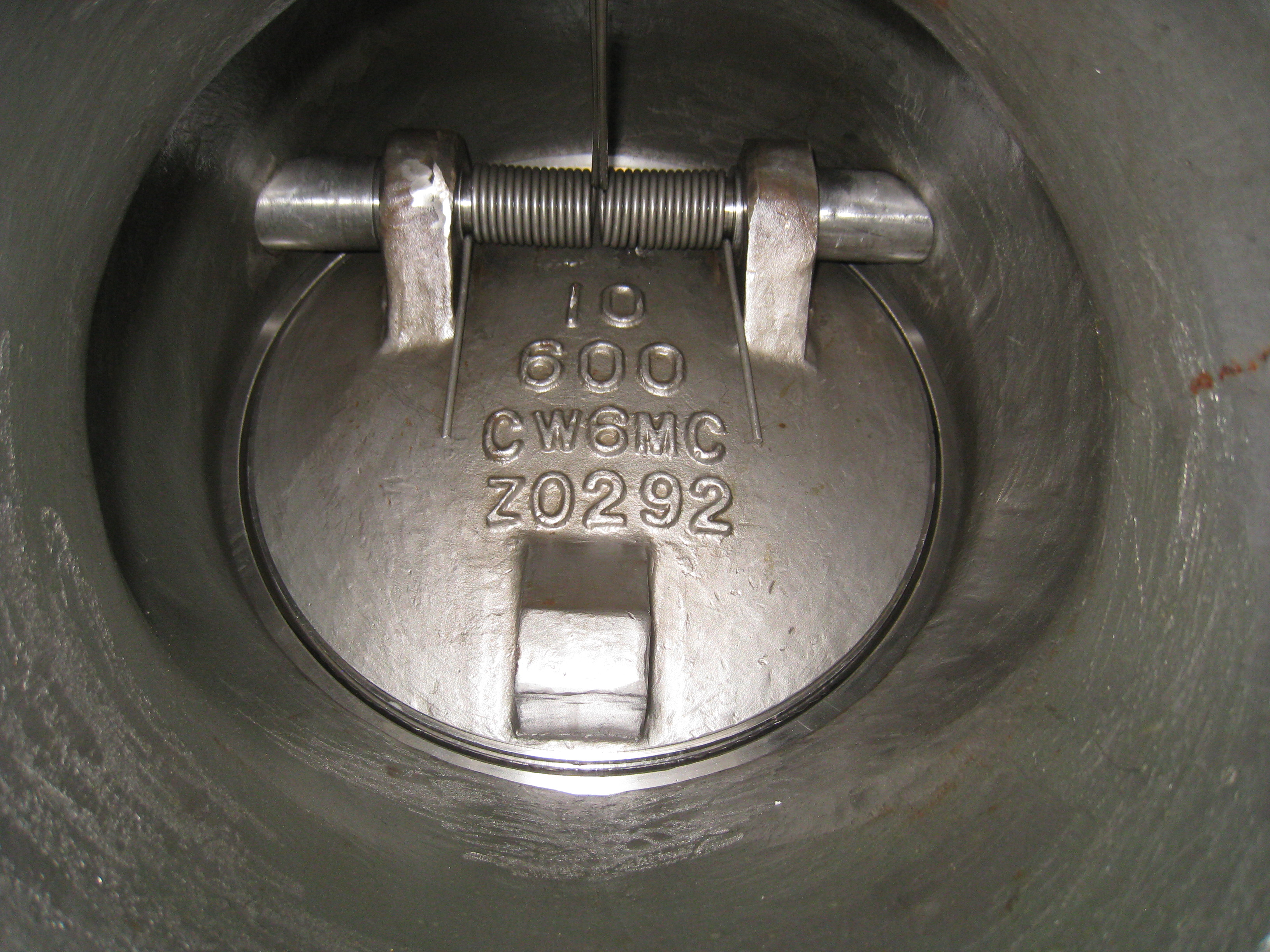
Зворотний затвор, вид із середини

Ці пристрої набули поширення у зв'язку з важливістю своєї функції — недопущення зміни напрямку потоку середовища, що може бути фактором поламки обладнання в складних технологічних схемах. Наприклад, при об'єднанні напірних ліній декількох насосів в одну, на кожній з них встановлюється один або кілька зворотних клапанів для захисту від тиску діючого насоса. Крім того, при аварійному падінні тиску на одній із дільниць трубопроводу, на суміжних тиск зберігається, що також може привести до утворення зворотного потоку середовища, неприпустимого для нормальної роботи системи і небезпечного для її обладнання.
Зворотні клапани поділяються на:
- власне зворотні клапани (підйомного типу), затвором у них служить золотник, що переміщується зворотно-поступально у напрямку потоку середовища крізь гільзу золотникового пристрою. За конструкцією і технологією виготовлення вони є простішими, ніж інші типи, при цьому дозволяють забезпечити надійну герметичність, але такі пристрої є чутливими до забруднених середовищ, які можуть спричиняти заклинювання клапана;
- затвори зворотні (поворотного типу), в них запірним елементом служить круглий диск, що повертається навколо власної осі обертання. Вони є менш чутливими до забруднених середовищ й можуть працювати на трубопроводах досить великих діаметрів.

В обох випадках ці пристрої пропускають середовище в одному напрямі і запобігають його рухові у зворотному, діючи при цьому автоматично слугуючи арматурою прямої дії (наряду із запобіжними клапанами та регуляторами тиску прямої дії. Існують також конструкції, у яких суміщаються функції зворотного клапана і перекривної арматури. Невзворотно-закривні — це зворотні клапани і затвори, які можна примусово закрити за допомогою ручного чи електро-, гідро- або пневмоприводу. В незворотно-керованих можливим є не лише примусове закривання, але і відкривання затвора.
Зворотні клапани, зазвичай, встановлюються на горизонтальних ділянках трубопроводів, а затвори — як на горизонтальних, так і на вертикальних ділянках. Відносно напряму потоку робочого середовища зворотні клапани в основному виконуються прохідними (напрям потоку в них не змінюється), хоча зустрічаються і кутові, а зворотні затвори бувають лише прохідними.

### Відмикальні клапани

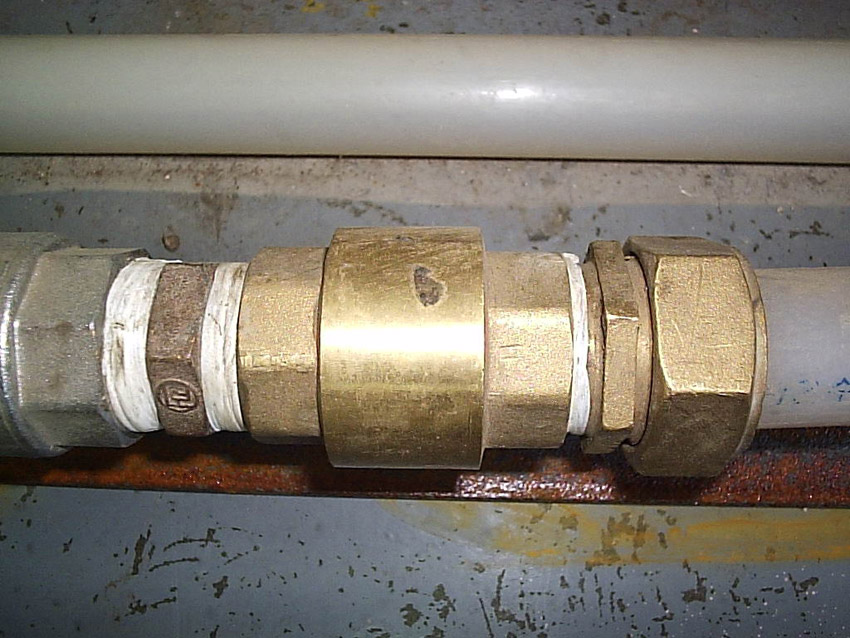
Відмикальний клапан на пластиковій трубі

До захисної арматури, що автоматично спрацьовує, також належать відмикальні пристрої, завданням яких є запобігання витокам чи викидам робочого середовища з трубопроводу у випадку його розривання. Такі клапани застосовуються, зазвичай, на імпульсних трубопроводах малих діаметрів для робочих середовищ, викидання яких є недопустимим, наприклад в енергетичних установках, включи АЕС, та у низці інших галузей промисловості.
При нормальному режимі роботи обладнання такий клапан є відкритим, пропускаючи через себе потік робочого середовища. У випадку різкого зростання швидкості потоку при руйнування трубопроводу, клапан автоматично (під дією пружини) закривається, припиняючи викидання середовища із системи. Закриття клапана забезпечується притисканням пружиною золотника до сідла.

### Відсічна арматура

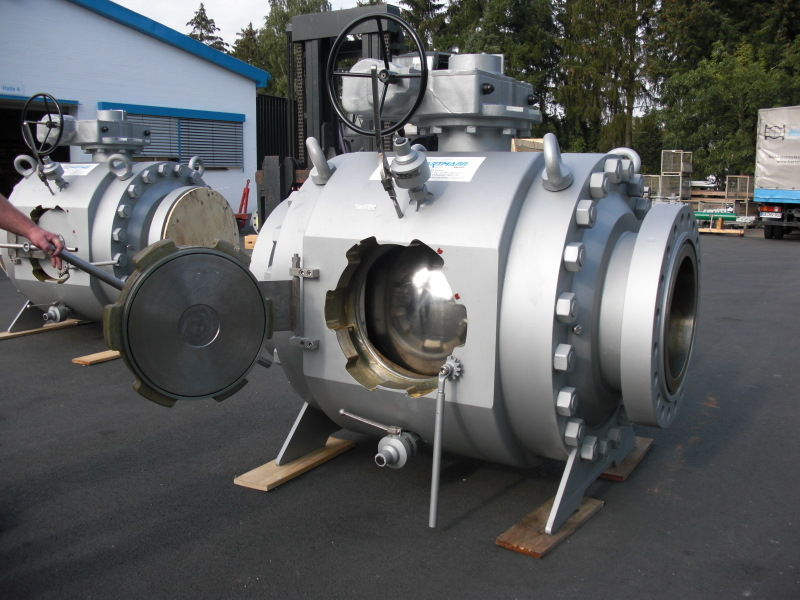
Великий промисловий сферичний кран з електроприводом

При порушенні нормального перебігу технологічного процесу або при виникненні аварійної ситуації виникає необхідність швидкого відмикання агрегату, трубопроводу або його ділянки від загальної системи, для цієї мети слугує відсічна арматура. На відміну від іншої захисної арматури, відсічна спрацьовує не безпосередньо від дії середовища, а з використанням зовнішніх джерел енергії по сигналу від спеціальних датчиків, а також може дистанційно керуватись персоналом.
Відсічна арматура це швидкодійні закривні пристрої, клапани або засувки, оснащені пневматичними або електричними приводами. Запірний орган цих пристроїв може бути виконаний у вигляді тарілчастого клапана, крана з конічним або сферичним перекривальним елементом чи у вигляді засувки. Найчастіше використовуються швидкодійні відсічні клапани і засувки з одностороннім пневматичним поршневим приводом, так як цей тип привода здатен створювати великі зусилля закривання, жорстко фіксувати положення робочого органу у стані «закрито» та відрізняється швидкодією (час закривання клапана чи засувки великого розміру становить декілька секунд). Зустрічаються й інші конструкції, наприклад, на базі сферичного крана з електроприводом (див. рисунок праворуч).
Застосовується відсічна арматура переважно в енергетиці, в устаткування з високими параметрами робочого середовища, наприклад на АЕС з реакторами ВВЕР. З них формують так звані локалізуючі групи, здатні повністю відсікти численні системи від гермооболонки, у якій знаходиться основне реакторне обладнання і сам реактор, для недопущення виходу радіоактивних речовин з неї, а також з метою припинення подавання до неї робочих середовищ.